# Гай Мений (трибун)
 Тази статия е за римския политик от V век пр. Хр..  За политика от IV век пр. Хр. вижте Гай Мений.  
Гай Мений (на латински: Gaius Maenius) е политик на Римската република през началото на 5 век пр.н.е. Произлиза от плебейската фамилия Мении. Вероятно е същият или роднина на Мений (народен трибун през 489 пр.н.е.).
През 483 пр.н.е. Мений е народен трибун. Той пречи на консулите Кезо Фабий Вибулан и Спурий Фурий Фуз да събират войска за войната против еквите и вейите. След него през 480 пр.н.е. тази служба изпълнява Тиберий Понтифиций (Ti. Pontificius).